# 瘤果琼楠
瘤果琼楠（学名：Beilschmiedia muricata）为樟科琼楠属下的一个种。

## 扩展阅读
維基物種上的相關：瘤果琼楠